# Trichomma fulvidens
Trichomma fulvidens är en stekelart som beskrevs av Wesmael 1849. Trichomma fulvidens ingår i släktet Trichomma, och familjen brokparasitsteklar. Inga underarter finns listade.